# Mokrsko
Pour la commune, voir Mokrsko (gmina).
Mokrsko est une localité polonaise, siège de la gmina de Mokrsko, située dans le powiat de Wieluń en voïvodie de Łódź.